# 雷梅迪奧斯德埃斯卡拉達

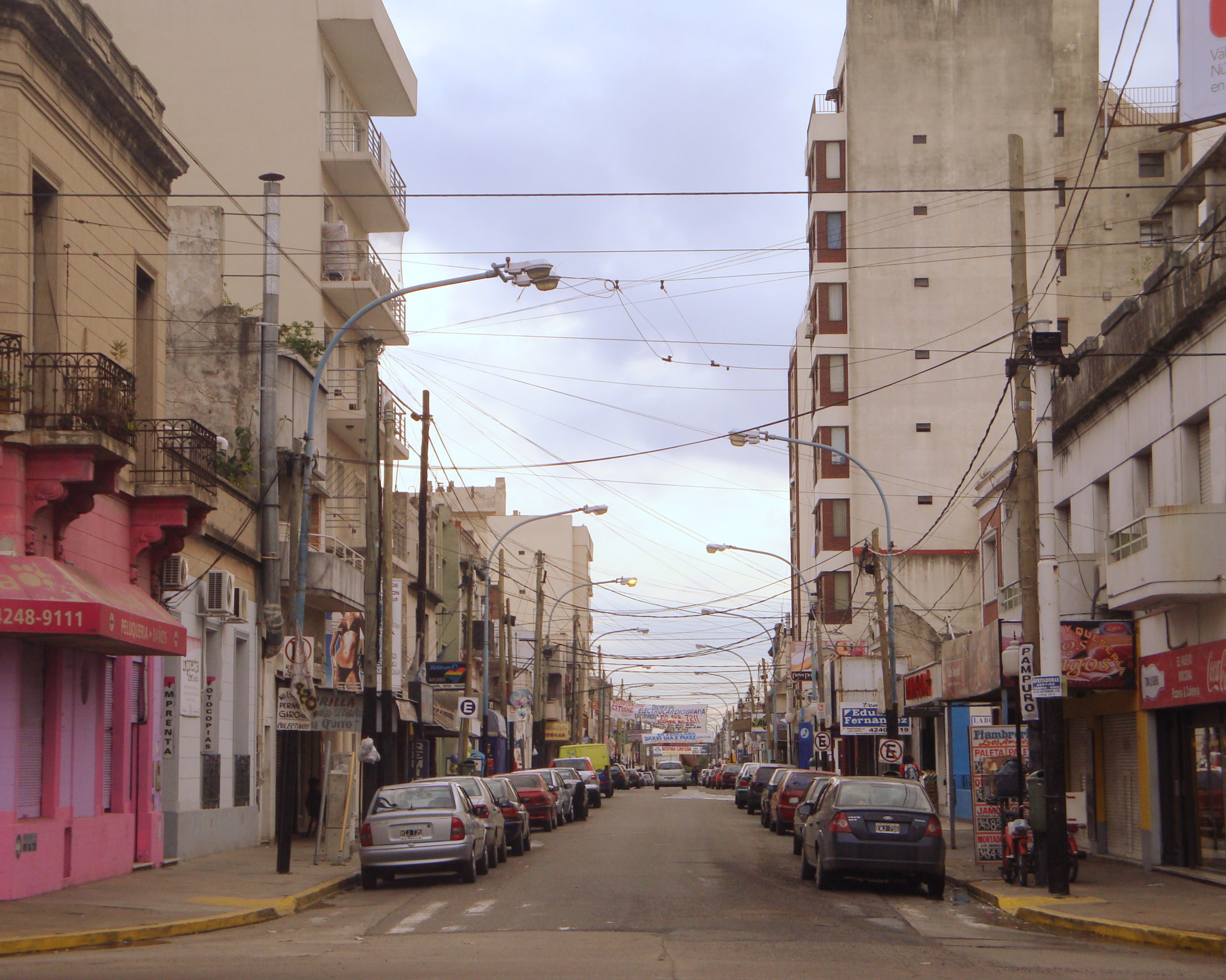

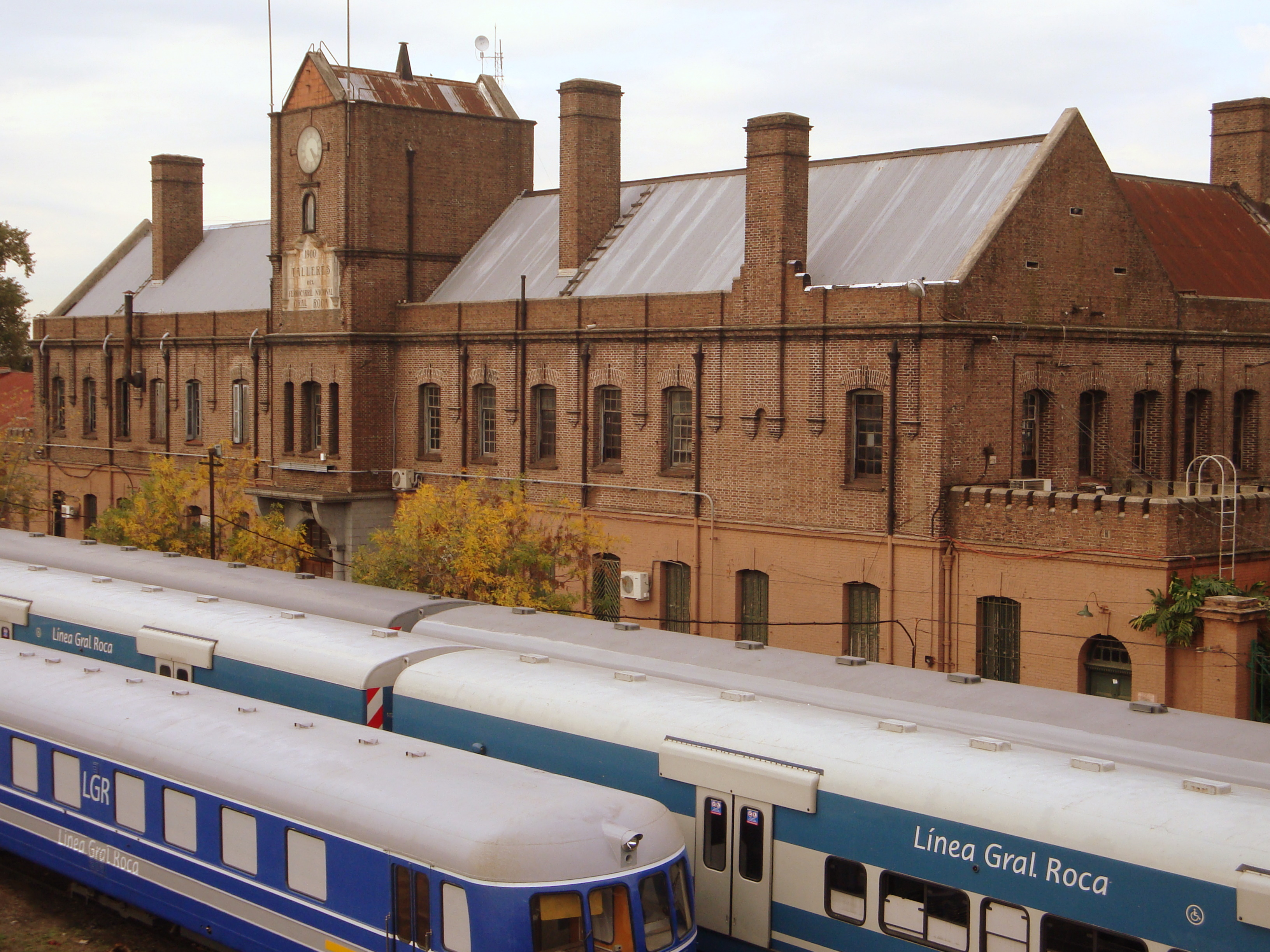

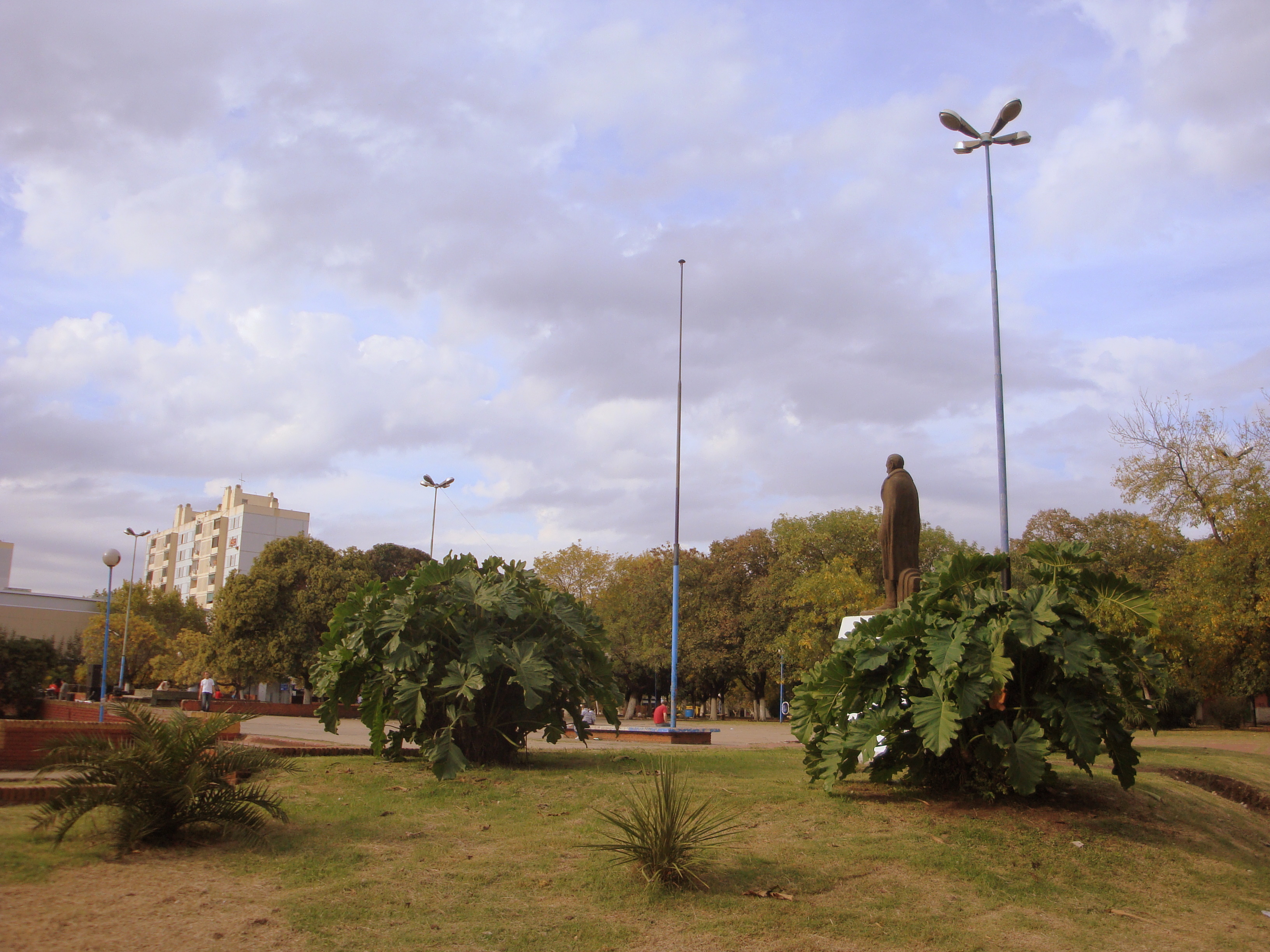

雷梅迪奧斯德埃斯卡拉達是阿根廷的城鎮，位於該國東部，由布宜諾斯艾利斯省負責管轄，海拔高度11米，2001年人口81,465，人口密度每平方公里8,807人。

## 外部連結
- （西班牙文） Remedios de Escalada website
- （西班牙文） website （页面存档备份，存于）